# Inhaláns abúzusszerek

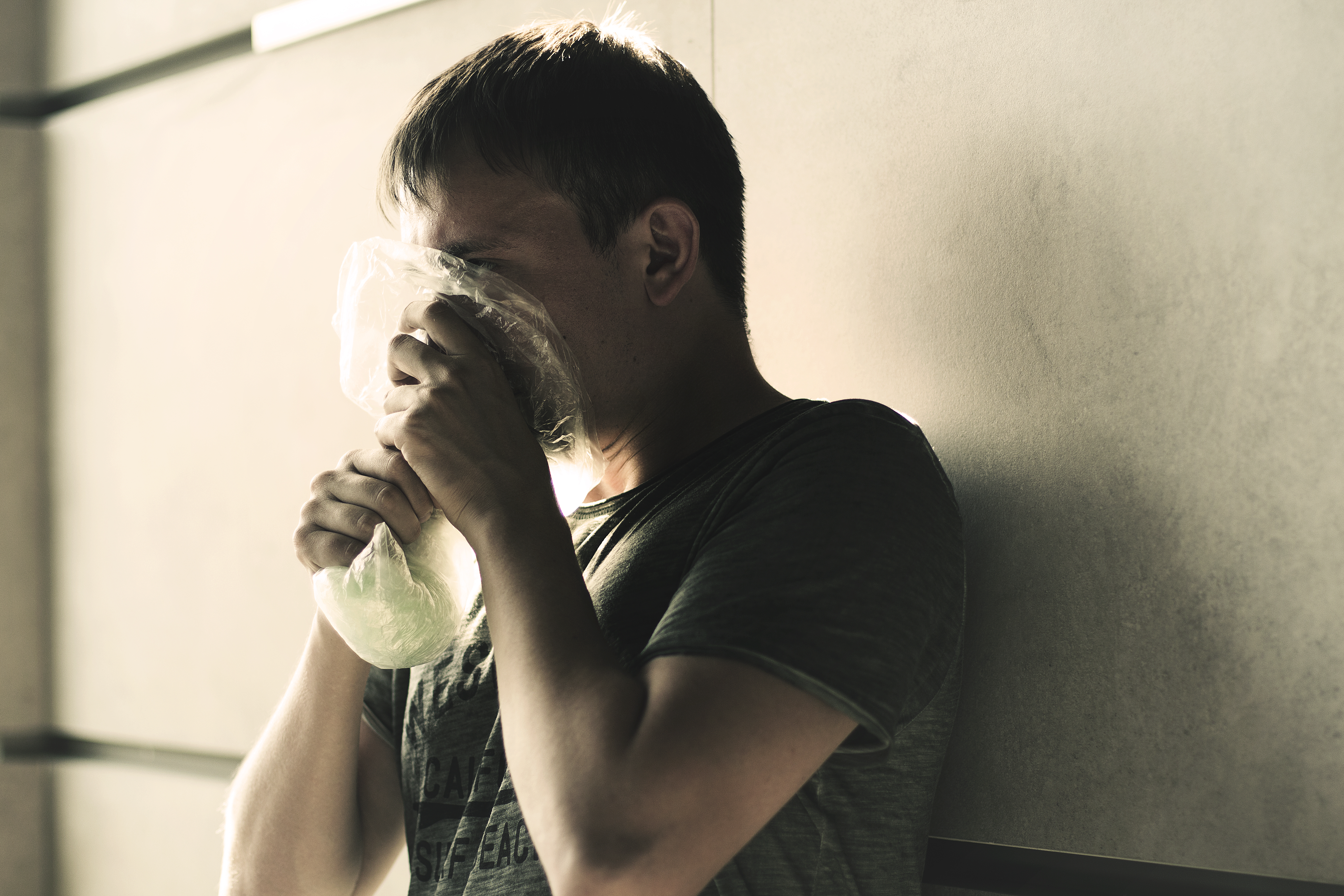
Szipuzás: az oldószert műanyag zacskóba csepegtetik és az oldószer gőzeit lélegzik be

Azokat a szobahőmérsékleten párolgó folyadékokat, illetve gázokat, amelyeket belélegezve (inhalálva) a szer használójában eufóriát, áradó érzéseket, a valóságtól elszakadó, tudatmódosító „utazás” érzetét váltják ki, inhaláns abúzusszereknek nevezi a farmakológia és az addiktológia. A központi idegrendszeri hatásokban gyakran jelentkezik hallucináció, az időérzék elvesztése, relaxált bágyadtság, „részegséghez” hasonló dezorientáltság, elmosódott, zavart beszéd.

## Az inhalánsok felszívódása
Számos illékony folyadék vagy gáz-halmazállapotú vegyület ismert, amelyek a központi idegrendszer működését befolyásolják és emellett jelentős abúzuspotenciállal is rendelkeznek. Ezek a szerek belélegezve (inhalálva) a tüdőn keresztül felszívódva kerülnek a keringésbe és jutnak el a központi idegrendszerbe. A légzőrendszer fiziológiai adottságaiból következik, hogy a belégzés során csak az 5 mikronnál (µm) kisebb részecskék képesek bejutni a tüdő alveolusaiba, a felszívódás helyére. A szerhasználók által használt inhalációs abúzusszerek ennek a kritériumnak tökéletesen megfelelnek. A tüdő óriási alveoláris felülete (50–100 m2) és kiváló vérellátása folytán a belélegzett gázok és oldószerek rendkívül gyorsan bejutnak a keringésbe és pillanatok alatt eljutnak az agyhoz. Az inhaláns abúzusszerek általában lipofil anyagok, ami a felszívódást, a vér-agy gáton való átjutást tovább gyorsítja.

## Az inhalánsok csoportosítása
A farmakológia és a toxikológia a kémiailag erősen eltérő szerkezetű, visszaélésre alkalmas tudatmódosító inhalánsokat három csoportba sorolja:
- Alifás nitritek
- Ipari oldószerek, illékony folyadékok
- Gázhalmazállapotú tudatmódosítók

## Alifás nitritek

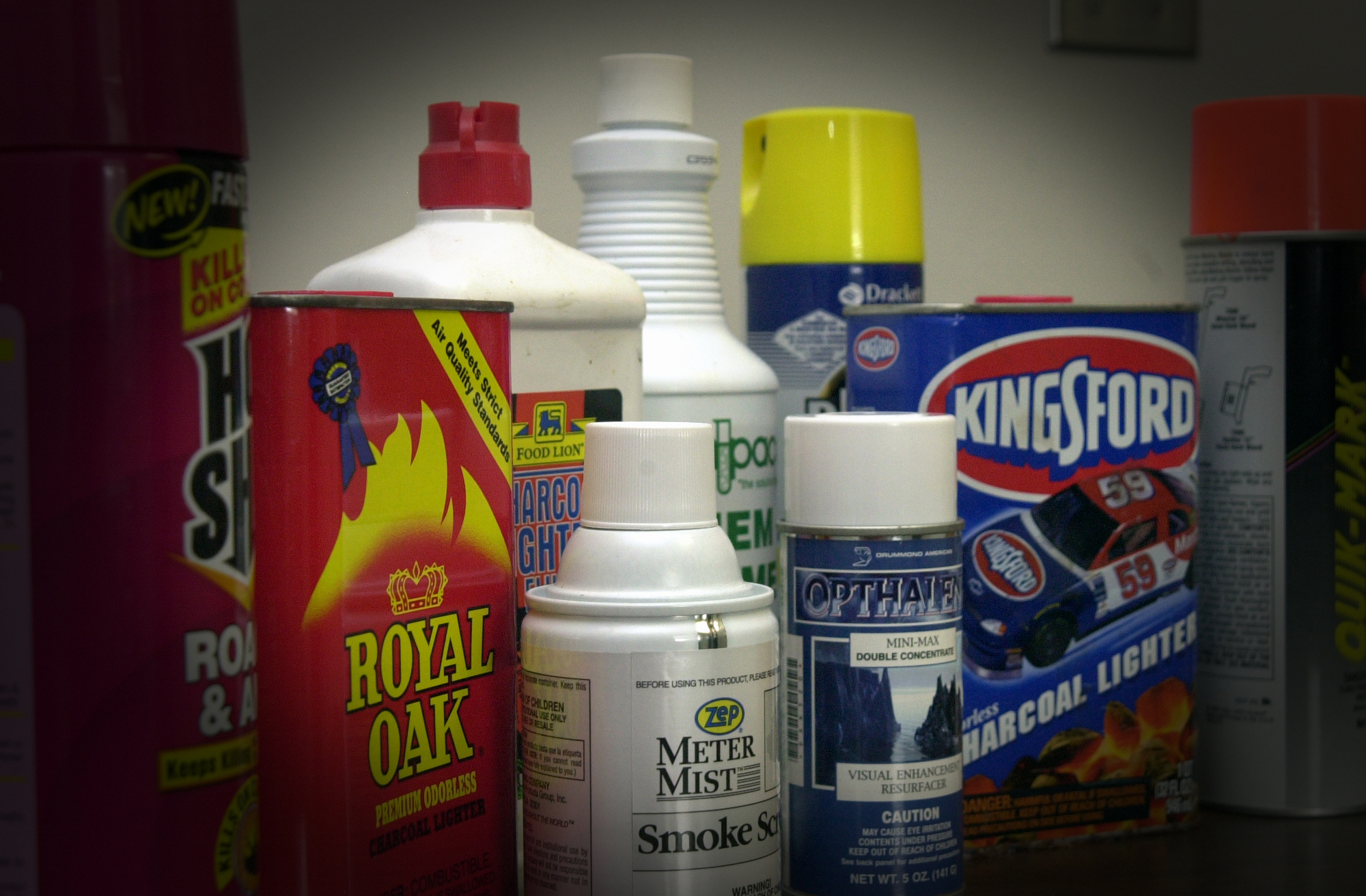
A környezetünkben fellelhető legtöbb, oldószertartamú háztartási vegyszer rendelkezik abúzuspotenciállal

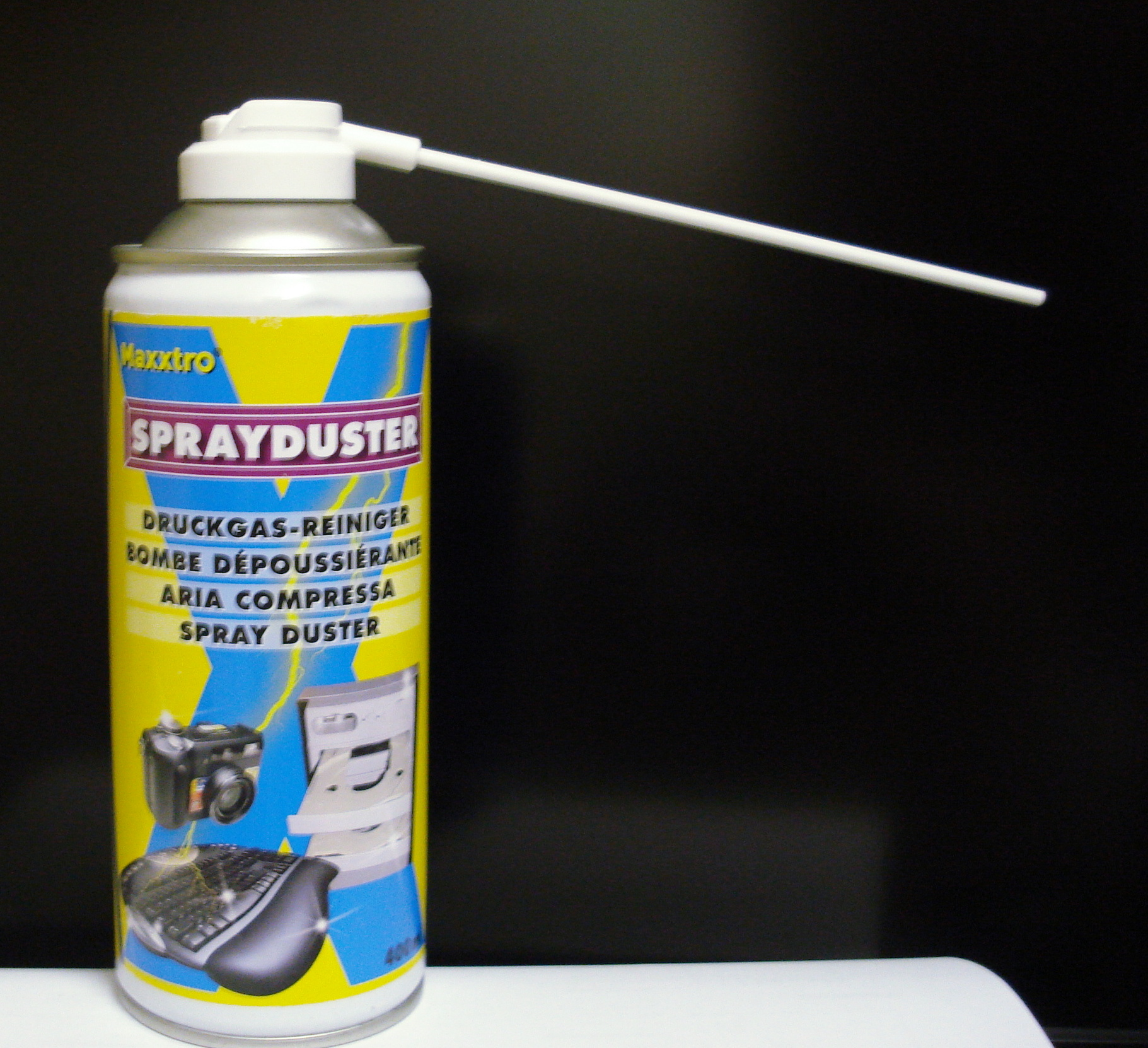
A palackos aeroszolok hajtógáza is tartalmazhat inhalálható, euforikus vagy hallucinogén hatásokat keltő, visszaélésre alkalmas vegyületeket

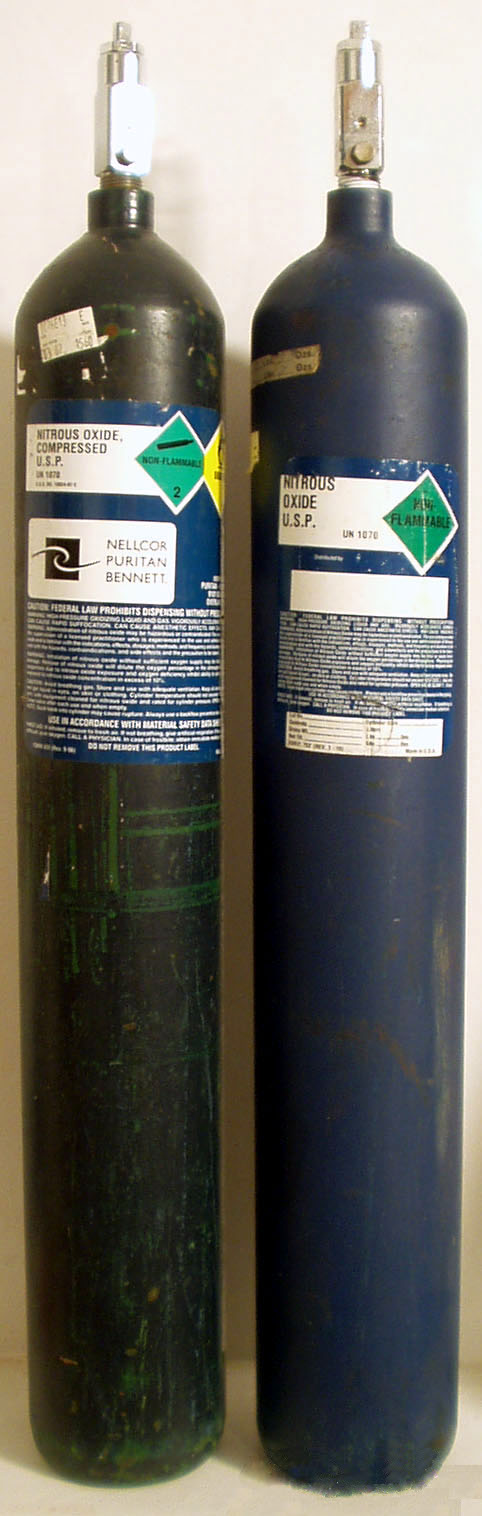
Klinikai használatra szánt kéjgáz, azaz dinitrogén-oxid tartalmú palackok

Az alifás nitritek többnyire illékony folyadékok, melyek közül az amil-nitritet gyógyszerként, orvosi célra az angina pectoris kezelésére használják. Az amil-nitrit csak orvosi használatra legális, de ez nem akadálya annak, hogy az ampullák a feketepiacon és az utcán megjelenjenek. Az amil-nitrit használója az ampullát feltörve mélyen belélegzi a párolgó folyadék gőzeit, esetleg szövetdarabkán felitatva, szétterítve gyorsítja a párolgást. Az ampulla feltörésekor hallható roppanás miatt az utca angol szlengje a szert popper-nek nevezi. Az ampullázott orvosi használatra készített poppert (amil-nitritet) a feketepiac gyakran a könnyebben hozzáférhető, vegyipari célokra gyártott, toxikus szennyeződésektől sem mentes, izobutil-nitrittel helyettesíti, amelyet üvegben árusítanak „locker room” vagy „rush” név alatt. 
A nitritek általában nagyon jó értágítók (vazodilatátorok), ezért nélkülözhetetlen gyógyszernek számítanak, elsősorban az angina pectorisban szenvedő betegek gyógyításában. A rendkívül gyors értágító hatás mellett nem elhanyagolható központi idegrendszeri hatásuk is van, amely klinikai használatkor nem okoz problémát. A szerrel való „utcai” visszaélés során a centrális hatások jelentik a használójának az élvezeti okot, a lemondhatatlan „utazást”.
Az alifás nitritekkel visszaélők a szerek kellemes, euforizáló hatásáról számolnak be, ugyanakkor negatív mellékhatása a szédülés, a mozgáskoordináció zavara, a bőr erős kipirulása vagy a leeső vérnyomás. Az euforikus hatás – a belégzés intenzitásától függően – rövid idejű, néhány másodperctől 15 percig tart. Némely esetben rövid, néhány másodpercig tartó eszméletvesztés is előfordul. A szerek kedvezően befolyásolják a szexuális aktivitást, ezért az orgazmus elnyújtása érdekében különösen a homoszexuális férfiak körében elterjedt a használatuk. Tartósan, nagyobb mennyiségben használva károsíthatják az immunrendszert, légzészavarokat okozhatnak vagy krónikus methemoglobinémiához vezetnek. A szervezet hamar hozzászokik a szer mennyiségéhez, és kifejezett tolerancia alakul ki. A használat során dependencia nem alakul ki, a szer megvonása nem jár kellemetlen megvonási tünetek megjelenésével.

## Illékony folyadékok, ipari oldószerek
A környezetünkben fellelhető legtöbb oldószer (toluol vagy toluoltartalmú festékhígítók, műanyag ragasztók, benzin, petróleum, éter, öngyújtófolyadék, tisztítófolyadék, festékoldók, körömlakk, írógép-javítófesték stb.) tartósan belélegezve valamilyen mértékben rendelkezik bódító, részegséghez hasonló, eufóriát, áradó érzéseket kiváltó hatással, amik miatt abúzusszerekké válhatnak. Az ipari oldószerek között nagy számban találhatók visszaélésre alkalmas illékony folyadékok, melyek között a legismertebbek: hexán, heptán, toluol, benzol, metil-etil-keton, triklór-etilén stb. Ezek nagyszámú és nagy tömegű ipari alkalmazása szinte lehetetlenné teszi az illegális felhasználásuk ellenőrzését.
Az évtizedekkel ezelőtt közkedvelt, az egészségügyben használatos és illegális „utcai használatra” kikerült illékony narkotikus hatású folyadékok (éter, kloroform stb.) használata visszaszorult, és helyüket átvették a kétes tisztaságú technikai minőségű ipari oldószerek. Korábban Magyarországon – nem elhanyagolható mértékben – a fiatalok között „divatos szer” volt a különböző palackos aeroszolok hajtógáza, amely könnyű inhalációs használatot biztosított a szer élvezőjének. Ma már a palackokat kevésbé veszélyes hajtógázokkal forgalmazzák, így az azokkal való visszaélés gyakorlatilag megszűnt. Az illékony oldószerekkel való visszaélés motivációja legtöbbször a könnyű beszerezhetőség, az alacsony ár, a használatbarát csomagolás és főleg azok gyors euforizáló hatásában keresendő. Általában a szülői ellenőrzés alól kibújt, nevelési, tanulási problémákkal küzdő, rosszabb anyagi körülmények között élő, tizenéves fiatalok az illékony folyadékok, ipari oldószerek fő fogyasztói, akiket a köznyelv „szipuzóként" említ.
A szerhasználatkor a párolgási felület növelése céljából az oldószerrel átitatott vattát, szövetdarabot plasztikzacskóba helyezik, és az oldószer gőzeit lélegzik be (angolul „sniffing”, magyarul szipuzás). A farmakológiai hatások rövid ideig, 5–10 percig tartanak. Az illékony folyadékok és oldószerek a szervezetbe jutva gyorsan kialakuló eufóriát, az időérzék elvesztését, lebegés érzetet, hallucinációt okoznak, amely az intoxikáció előrehaladtával relaxált, bágyadt állapotba megy át. A külső megfigyelő „részegségre” utaló dezorientáltságot, elmosódott, zavart beszédet tapasztal a befolyásolt személyen.
Nagy dózisok (nagy slukk, szippantás) esetén a szerhasználón akut mérgezési tünetek jelentkezhetnek, keringési rendellenesség vagy akár szívleállás, eszméletvesztés következhet be. A szerek krónikus alkalmazása esetén gyakoriak a vese- máj-, májfunkciós rendellenességek, továbbá a csontvelő károsodásból származó vérképzési zavarok. Gyakori probléma a hányás, amely az eszméletlenséghez közeli állapotban fulladáshoz vezethet. A szerhasználó a befolyásoltság alatt agresszív, impulzív magatartást tanúsít, miközben a viselkedése ön- és közveszélyes lehet. Az inhalánsok használatára jellemző a kialakuló pszichés dependencia, ami kényszerű ismételt használathoz vezet.

## Gáz-halmazállapotú tudatmódosítók
A gáz-halmazállapotú tudatmódosítók legismertebb képviselője a VIII. Magyar Gyógyszerkönyvben Dinitrogenii oxidum néven szereplő, a klinikai gyakorlatban nitrogénoxydulként ismert inhalációs narkotikum, a dinitrogén-oxid, melyet az utca embere kéjgáz néven ismer.  Az orvosi gyakorlatban általános érzéstelenítőként használt szer gyorsan kialakuló, de rövid ideig tartó hallucinációkkal kísért, euforikus hatást vált ki a használójában. A túlnyomásos palackban klinikai célra forgalmazott gázhoz való nehézkes hozzáférés miatt szinte kizárólag egészségügyi dolgozók által használt, abúzusra alkalmas szer. Mivel használatukat a jelenleg érvényben lévő törvények nem tiltják, ma már több országban nyíltan árulják a megfelelő technikai felszereltségű „head shop"-okban, ahol rendszerint 35% oxigénnel keverve kerül forgalomba. Az oxigén hozzáadására azért van szükség, mert a dinitrogén-oxid önmagában agyi hipoxiát, azaz oxigénhiányt okozhat az agyszövetben. Ezt ellensúlyozza a hozzáadott oxigén. 
Az inhalációs narkotikum belégzése során könnyed lebegést, eufóriát, álomlátást, kellemes vizuális hallucinációt, erotikus élményeket vált ki a szer élvezőjében. A külső szemlélő bizonytalan járást, dezorientált mozgást, viszonylag rövid ideig tartó koncentrálási nehézséget tapasztal a szer hatása alatt lévő személyen. Hozzászokás, dependencia, elvonási tünetek nem alakulnak ki.